# لايلي كريستيانسن
لايلي كريستيانسن هو سياسي كندي، ولد في 9 مايو 1939، وتوفي في 18 يونيو 2015. نشط حزبياً في الحزب الديمقراطي الجديد. وقد انتخب عضو مجلس العموم الكندي.